# Fabian Siegismund
Fabian Siegismund (* 14. Oktober 1975 in Koblenz) ist ein deutscher Moderator, Redakteur und Schauspieler. Von 2006 bis 2013 war er Redakteur der Videospielzeitschrift GameStar.

## Leben
Siegismund wurde am 14. Oktober 1975 in Koblenz geboren und machte sein Abitur. Anschließend diente er zwei Jahre bei der Luftwaffe, wo er die Offizierausbildung zum Offizier der Reserve durchlief und dabei auch den Einzelkämpferlehrgang absolvierte. Seine Dienstzeit bei der Bundeswehr beendete er als Fähnrich. Ein Jahr später wurde er zum Leutnant der Reserve befördert. Nach seinem Wehrdienst begann Siegismund, dessen Vater und Geschwister Juristen sind, ein Jurastudium an der Universität Bonn. Währenddessen machte er ein sechswöchiges Praktikum bei der Bundesprüfstelle für jugendgefährdende Medien und arbeitete anschließend für diese als Gutachter. Nach 12 bzw. 13 Semestern brach Siegismund sein Studium ab, als ihm die GameStar eine Stelle als Trainee anbot. Zehn Monate später beförderte man ihn zum Redakteur. Nach neun Jahren Arbeit für das Videospielmagazin und dessen Verlag International Data Group, in denen er unter anderem große Teile des Konzepts des YouTube-Formats High5 entwickelte und an diesem auch selber vor der Kamera mitwirkte, wechselte Siegismund zu Studio71, einem Internetmedien- und Tochterunternehmen der ProSiebenSat.1 Media. Dort, in Berlin, wirkte Siegismund als Head of Programming (Chefredakteur im Videobereich), als der er neue Formate und Konzepte entwickelte. Auch hier wirkte er vor der Kamera mit, zum Beispiel im Format The Mansion, bei dem in einem Haus im kalifornischen West Hollywood eine Reihe deutscher YouTube-Künstler, die teilweise bei Studio 71 unter Vertrag stehen, als Wohngemeinschaft für wenige Monate zusammenlebte und ihre verschiedenen Erlebnisse über YouTube dokumentierte.
Gemeinsam mit Daniel Budiman, Etienne Gardé und Dennis Brammen wirkt Siegismund im Musikvideo des von Schandmaul gesungenen Titelliedes (Ein echter wahrer Held) zum 2015 erschienenen Film Mara und der Feuerbringer mit.
Siegismund ist geschieden und lebt in Berlin, mit seiner Ex-Frau hat er zwei Söhne. In der darauf folgenden Beziehung wurde er erneut Vater, diesmal einer Tochter. Auch diese Beziehung besteht mittlerweile nicht mehr.

## Karriere und Internetauftritt

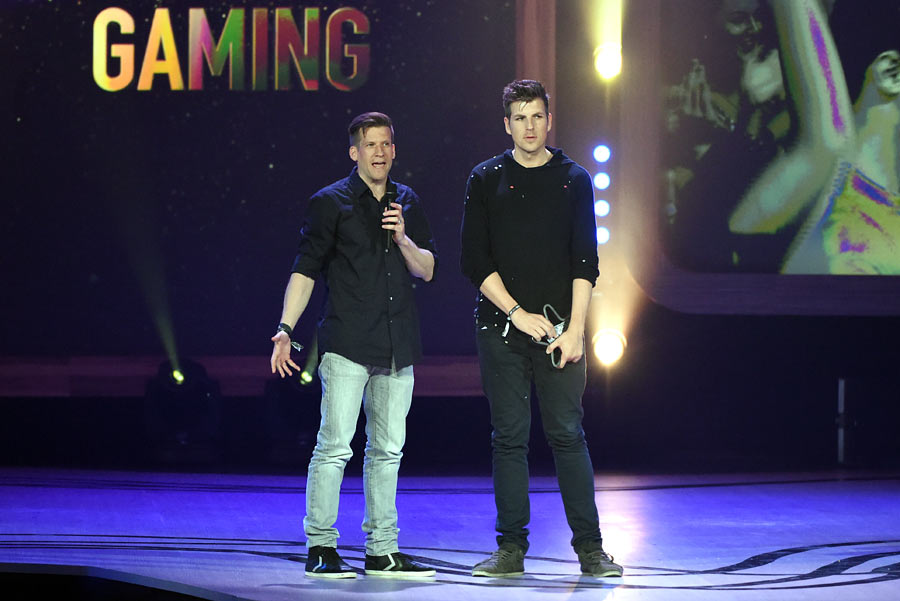
Siegismund (l.) und David Hain (r.) beim Webvideopreis 2015

Erste Bekanntheit in der Öffentlichkeit erfuhr Siegismund durch eine Besetzung in einer Folge der Pseudo-Doku Gerichtsshow Richter Alexander Hold. Es folgten weitere Rollen in je einer Folge bei K11 – Kommissare im Einsatz und Lenßen & Partner. Im Spielfilm Rookie – Fast platt spielte er den Oberstleutnant und damit eine größere Rolle.
Zeitweise wirkte er in einigen Sketches von Broken Comedy neben Carolin Kebekus mit.
Von Juli 2006 bis August 2013 war er Redakteur der Computerzeitschrift GameStar. Hier war er später vor allem schwerpunktmäßig auf deren YouTube-Kanal zu sehen. Ab Herbst 2012 bis August 2013 war er begleitend zu seiner Tätigkeit Mitglied bei High5, einem YouTube-Kanal, der sich Computerspielen widmet.
Am 1. März 2013 trat Siegismund zusammen mit anderen Vertretern des Let’s-Play-Genres in dem von MyVideo organisierten Livestream Last Man Standing auf, in dem er mit seinem Team, bestehend unter anderem aus Gronkh (Erik Range) und Sarazar (Valentin Rahmel), gegen PietSmiet's Hard Reset über 8 Stunden verschiedene Computerspiele spielte. Der Livestream hatte insgesamt mehr als 1 Million Zuschauer. Moderiert wurde diese Sendung von Nela Lee.
Am 26. August 2013 erklärte Siegismund, dass er seine Tätigkeiten bei GameStar und High5 aufgibt und zu Studio71 der ProSiebenSat1 Media AG wechselt.
Siegismund nahm am 19. Oktober 2013 an Let’s Play Poker 3 teil, das in einem Livestream auf MyVideo ausgestrahlt wurde. Zuvor war er schon Teilnehmer beim Vorgänger Let’s Play Poker 2 im Juni 2013.
Am 30. November 2013 wurde Last Man Standing als Last Man Standing 2 fortgesetzt. Erneut trat er mit seinem Team, bestehend aus Gronkh, Sarazar, DebitorLP, SgtRumpel und David Hain, gegen das PietSmiet-Team an. Im Gegensatz zur ersten Sendung gab es Zuschauer, die als Wildcard-Gewinner für ihr bevorzugtes Team an der Show teilnehmen konnten. Diese Ausgabe wurde ebenfalls von Lee moderiert, unterstützt von Daniel Budiman und Simon Krätschmer. Der Livestream wurde auf MyVideo.de ausgestrahlt.
Vom 24. Februar 2014 bis zum 27. Februar 2014 war Siegismund neben den Galileo-Moderatoren Jan Schwiderek, Funda Vanroy und zwei Amateur-Gamern Teilnehmer der Don't Stop Gaming!-Woche, die von Galileo auf ProSieben ausgestrahlt wurde. Siegismund hielt bis zum offiziellen Ende des Experiments, Videospiele spielen ohne lange Unterbrechungen, durch.
Im September 2014 erklärte er dem Spiegel was genau ein Let's Player ist und wie die Verdienstmöglichkeiten auf YouTube sind. Von Anfang 2015 bis Februar 2016 arbeitete Fabian Siegismund zusammen mit Joseph Bolz und Sebastian Weimar als Darsteller und Drehbuchautor an der Web-Serie Das Netzwerk. Die Serie zeigt das Leben hinter den Kulissen von Studio 71. Die Videos der Hauptserie erschienen dazu wöchentlich. Videos mit Outtakes und Hintergrundgeschichten erschienen hingegen in unregelmäßigen Abständen. Am 4. Juni 2016 gewann die Serie den Deutschen Webvideopreis in der Kategorie Comedy.
Von März bis November 2015 moderierte Siegismund gemeinsam mit David Hain wöchentlich das von der ProSiebenSat.1 Media produzierte Internet-TV-Format Let’s Play Together, in dem es um Computerspiele geht. Vom 18. Mai 2012 bis Ende 2014 wurde der Livestream zuvor von Gronkh, Sarazar und Manuel Schmitt (SgtRumpel) moderiert und nach 100 Folgen eingestellt.
Gemeinsam mit Melek Balgün moderierte Siegismund am 7. Juni 2015 die Vorab-Show zum Webvideopreis 2015 im WDR. Sein gemeinsam mit David Hain geführter YouTube-Kanal Sieg Hain gewann eine Woche später bei der Hauptshow den Preis in der Kategorie Gaming. Von Oktober 2015 bis Ende des Jahres moderierte Siegismund gemeinsam mit Diana zur Löwen (Dfashion) das Begleitformat zu The Voice of Germany auf YouTube.
Bei der dritten Ausgabe des Events Last Man Standing am 8. August 2015 war er, wieder zusammen mit David Hain, als Moderator tätig.
Im Januar 2019 stand er im Mittelpunkt eines Beitrages der Nachrichtensendung heute-journal zum Thema Datenklau im Internet. Im gleichen Jahr spielte er die Rolle des Matthias Frings in der Mini-Fernsehserie In bester Verfassung.
Seit Februar 2023 wird Siegismund vom Online-Marketing-Unternehmen Instinct3 vermarktet.

### Siegismund
Siegismund betreibt den YouTube-Kanal Siegismund, bis zum 10. Mai 2020 Battle Bros (deutsch Kampf-Brüder), auf dem primär sogenannte Let’s Plays und Tutorials der Videospielserie Battlefield veröffentlicht werden. Seltener werden jedoch auch andere Shooter (beispielsweise Hunt Showdown) oder auch genrefremde Spiele gespielt. Zwei Monate nach der erstmaligen Vorstellung seines Kanals am 15. Oktober 2013 hatten ihn rund 100.000 YouTube-Nutzer abonniert. Am 14. September 2014 traten in einem Video Siegismunds Bernd das Brot und dessen Schöpfer Tommy Krappweis auf, um für ein Bernd-das-Brot-Spiel zu werben. Im August war der Kanal kurzzeitig aufgrund eines technischen Fehlers von YouTube gesperrt, wurde aber noch am gleichen Tag wieder entsperrt. Im Oktober 2016 knackte der Kanal die 200.000-Abonnenten-Marke, im Januar 2019 die 300.000-Abonnenten-Marke.

### Sieg Hain
Gemeinsam mit David Hain betreibt Siegismund den YouTube-Kanal Sieg Hain. Der Kanal-Name hat den Ursprung in den Nachnamen der beiden Kanal-Betreibern. Daneben ist der Kanal-Name eine Verballhornung des Hitlergrußes („Sieg Heil“). Obwohl der am 31. März 2014 gestartete Kanal kein Video enthält, hat er (Stand Februar 2023) knapp 30.000 Abonnenten.

## Öffentliche Stellungnahme zum Thema Computerspiele
Ende 2012 kritisierte Siegismund öffentlich einen Beitrag des ZDF-Fernsehmagazins Frontal21 vom 11. Dezember 2012 in mehreren Videos, die er auf YouTube hochlud. Im Fokus seiner Kritik stand dabei, dass im Beitrag viele falsche Informationen bezüglich Free-2-Play-MMOs als wahre und recherchierte Tatsachen verbreitet wurden. So basierten viele Aussagen auf Halbwahrheiten. Ebenfalls kritisierte er die zuständige Beitragsmacherin Regine Pfeiffer (* 1941), eine freie Mitarbeiterin des Kriminologischen Forschungsinstituts Niedersachsens (kurz KFN). Dabei bemängelte Siegismund vor allem die persönliche Nähe zum KFN seitens Pfeiffer, da sie die Schwester des Leiters des Instituts Christian Pfeiffer ist, und die Tatsache, dass Pfeiffer selbst keine Computerspiele spielt, sondern nur Kindern und Jugendlichen dabei zusieht und dabei Reaktionen der Probanden wertet. Der Beitrag von Siegismund zum Frontal21-Bericht zog eine fast halbjährige Diskussion zwischen Pfeiffer und Siegismund sowie seiner Community nach sich, die im späteren Verlauf von dem eigentlichen Thema abwich und in der sich beide Seiten gegenseitig beleidigten.

Am 31. Oktober 2013 war Siegismund Gast in der auf ServusTV ausgestrahlten Talkshow Talk im Hangar-7 zum Thema Angriff aus der Scheinwelt – Wie gefährlich sind Computerspiele? Ebenfalls eingeladen war Regine Pfeiffer. Erneut nannte Siegismund als Hauptargument die Tatsache, dass Pfeiffer die Spiele nicht selber spielt, sondern von anderen spielen lässt und dabei zuschaut. 

„Wenn Sie ein Spiel nur anschauen, dann behandeln Sie es wie einen Film. Nun lebt aber dieses Medium gerade von der Interaktivität.“

 Auch haderte er erneut mit der Betitelung Pfeiffers als Spieleexpertin.
In der interaktiven ZDFinfo-Politsendung log in vom 14. Mai 2014 mit dem Thema „Sind Games wirklich nur ein Spiel?“ war Siegismund als „Top-Spieleexperte im Land“ zu Gast. Er argumentierte gegen die gegenüber Computerspielen eine kritische Position einnehmende Medienpädagogin Sabine Schiffer. Seiner Meinung schlossen sich laut einer Internetumfrage des Senders gegen Ende der Sendung 99,0 Prozent der teilnehmenden Zuschauer an.

## Auszeichnungen
- Webvideopreis Deutschland in der Kategorie Gaming 2015
- Webvideopreis Deutschland in der Kategorie Comedy 2016

## Filmografie
- 2005: Richter Alexander Hold (Fernsehserie, 1 Episode)
- 2006: K11 – Kommissare im Einsatz (Fernsehserie, Episode 4x13)
- 2008: Lenßen & Partner (Fernsehserie, Episode 7x72)
- 2011: Rookie – Fast platt (Fernsehfilm)
- 2019: In bester Verfassung (Mini-Fernsehserie, 7 Episoden)

### Fernsehauftritte
- 2013: Talk im Hangar-7 (Angriff aus der Scheinwelt – Wie gefährlich sind Computerspiele?)
- 2014: Galileo
- 2014: log in (Sind Games wirklich nur ein Spiel?)
- 2015: Vorab-Show Deutscher Webvideopreis
- 2019: Heute-journal (vom 8. Januar 2019)